# Витовт
Ви́товт (лит. Vytautas; Витольд; бел. Вітаўт; в крещении — Александр; около 1350 — 27 октября 1430) — великий князь литовский с 1392 года. Сын Кейстута, племянник Ольгерда и двоюродный брат Ягайло. Князь гродненский в 1370—1382 годах, луцкий в 1387—1389 годах, трокский в 1382—1413 годах. Провозглашённый король гуситов. Один из наиболее известных правителей Великого княжества Литовского, ещё при жизни прозванный Великим.
Был трижды крещён: первый раз в 1382 году по католическому обряду под именем Виганд, второй раз в 1384 году по православному обряду под именем Александр и третий раз в 1386 году по католическому обряду также под именем Александр.
Добившись великого княжения, Витовт начал упорную борьбу с удельными князьями. Опираясь на служилых людей, он выгонял князей из их уделов и посылал туда своих наместников, не касаясь, однако, внутренней автономии, закрепленной уставными грамотами.

## Ранние годы
Родился Витовт около 1350 года. Точная дата его рождения неизвестна. Хронист Конрад Бичин (нем. Conrad Bitschin) при описании битвы при Рудау (1370) упомянул, что участвовавшему в битве Витовту было двадцать лет. По Кромеру, в 1430 году Витовту было восемьдесят. Отец Витовта, Кейстут, и его дядя, Ольгерд, правили совместно и не боролись за власть между собой. Ольгерд был великим князем и занимался восточными и южными делами, Кейстут вёл упорную борьбу с рыцарями Тевтонского ордена на северо-западе. Матерью Витовта была вторая жена Кейстута Бирута, о которой известно крайне мало (предположительно, она была языческой жрицей).
Первые сведения о Витовте относятся к концу 1360-х годов. В 1368 и 1372 годах он участвовал в походах Ольгерда на Москву. В 1376 году уже как князь гродненский участвовал в походе на Польшу. С 1377 года предпринимал самостоятельные походы в земли Тевтонского ордена.
После смерти Ольгерда в 1377 году Кейстут признал его старшего сына от второго брака Ягайло великим князем литовским и продолжил традиционную для себя войну с крестоносцами. Тем не менее, Ягайло опасался своего влиятельного дядю, к тому же против Кейстута его настраивали мать Иулиания Тверская и зять Войдило. В феврале 1380 года Ягайло без согласования с Кейстутом заключил пятимесячное перемирие с Ливонским орденом для защиты своих наследственных земель в Литве, а также Полоцка, только что отнятого у своего брата и конкурента Андрея Ольгердовича. 31 мая 1380 года Ягайло и великий магистр Тевтонского ордена Винрих фон Книпроде заключили тайный Довидишковский договор, подставив тем самым под удар крестоносцев земли Кейстута, на которые действие договора не распространялось. Витовт при этом присутствовал, однако не стал мешать Ягайло.

## Борьба за власть

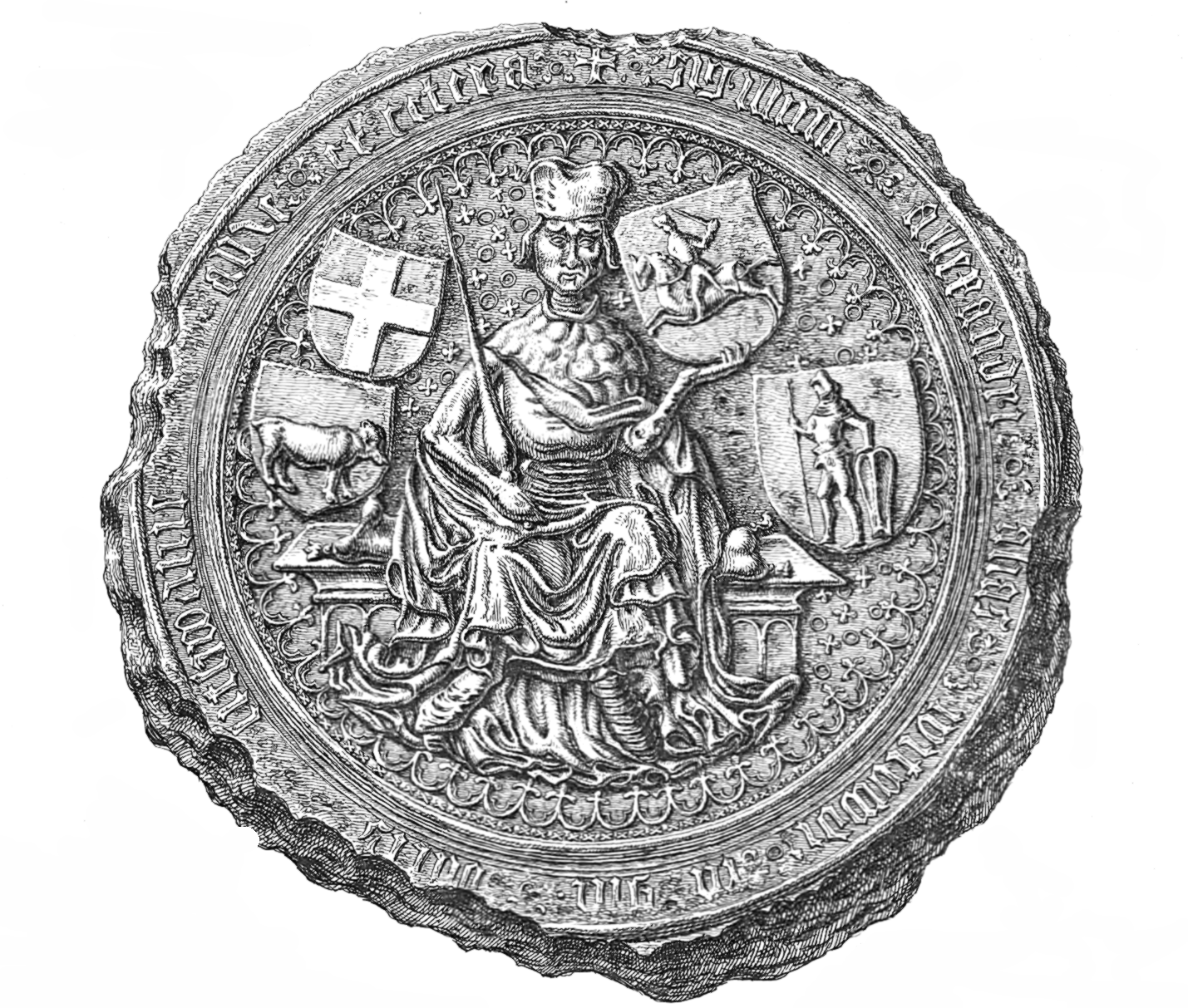
Большая печать Витовта, 1407

В феврале 1381 года крестоносцы вторглись в земли Кейстута и двинулись в направлении Трок. Был разрушен Новый Городок и взято в плен около 3000 человек. Комтур Остероде Гюнтер Гоенштейн (крестный отец дочери Кейстута Дануты, в католическом крещении Анны) сообщил Кейстуту о заключении Довидишковского договора, после чего Кейстут решил начать войну с Ягайло. В конце 1381 года он во главе войска отправился в Пруссию, но по пути резко повернул к Вильне. Недовольный решением отца Витовт отбыл в Дрохичин и Гродно. Кейстут с лёгкостью взял Вильну, пленил самого Ягайло. Кроме того, он обнаружил секретный договор с Орденом, которым смог доказать Витовту планы Ягайло.
Армии Кейстута, с одной стороны, и Ягайло, с другой, встретились около Трок. Кейстут согласился на переговоры и был обманом захвачен в плен вместе с Витовтом и заключён в Кревский замок. Вскоре Кейстут был найден мёртвым, возможно, был убит по приказу Ягайло. Витовту удалось совершить побег из плена. С ним поменялась платьем служанка его жены Анны. Она осталась в замке, изображая тяжело больного Витовта, а сам он покинул замок и отправился в Полоцк в женском платье.
В ходе борьбы с двоюродным братом (1382—1384, 1389—1392) Витовт был вынужден дважды бежать во владения Тевтонского ордена и просить там помощи.
В мае 1387 году император Иоанн V заявил синоду о некоем важном поручении для святителя Киприана — и уже 29 мая тот вновь отправился на Русь. Летом этого года Киприан, вместе с укрывавшимся в Молдавии после побега из Орды московским княжичем Василием Дмитриевичем, прибыл в Литву. Там Киприан убедил Витовта возглавить антипольскую коалицию и обручил дочь Витовта Софью с Василием. В связи с чем о. Иоанн Мейендорф считает вероятным императорским поручением попытку нейтрализации Кревской унии 1385 года.
Литовские князья, вероятно, пытались помешать этой свадьбе. «У меня была дочь, девушка, — жаловался впоследствии Витовт, — и над ней я не имел никакой власти; были женихи, которые много просили её руки, но я не мог выдать её, за кого хотел: они (Ягайло и Свидригайло) запрещали мне и говорили, что я не должен её выдавать, и боялись, что через неё у меня будут новые друзья».
В 1392 году по Островскому договору был окончательно закрыт вопрос галицко-волынского наследства, Витовту были возвращены вотчинные земли Трокского княжества, ранее отнятые Ягайло и переданные Скиргайло. Витовт становился наместником Ягайло (польского короля по Кревской унии 1385 г.) в Литве, фактически — правителем. Формально правителем всего Великого княжества Литовского Витовт был признан по Виленско-Радомскому договору (1401).

## Упрочение власти
После заключения в 1392 году Островского соглашения двоюродные братья Витовта, выступавшие против него, были лишены княжеских уделов: Свидригайло в Витебске, Дмитрий-Корибут в Новгороде-Северском, Федор Кориатович на Подолье, Владимир Ольгердович в Киеве. Данная политика была направлена прежде всего на усиление великокняжеской власти в наиболее экономически развитых, южных и восточных землях Великого княжествв Литовского. Вскоре она была свёрнута, и князья стали вновь получать владения в качестве уделов.
Святитель Киприан, в своё время (1387) убедивший Витовта возглавить антипольскую коалицию и обручивший его дочь Софью с Василием Дмитриевичем, в 1396—1397, будучи уже в полном официальном статусе митрополита Киевского и всея Руси, годах находился в Литве, неоднократно встречался с великим литовским князем Витовтом и польским королём Владиславом II Ягайло, вёл с последним переговоры по вопросу условий возможной унии с Римской Церковью. В рамках этой политики митрополит Киприан и выдвинул идею проведения собора в «России» — вероятно, имя в виду ВКЛ. Безусловно, идея унии была нужна Киприану и для защиты православия в землях Польской короны.
Тем временем Свидригайло оставался упорным в своём стремлении захватить литовский великокняжий стол. Около десяти лет после вокняжения Витовта он активно действовал в этом направлении, ища союзников повсюду. Вскоре после проигрыша в Витебской войне он уехал в Силезию к Пшемыславу I Тешинскому, а оттуда в Венгрию, рассчитывая на помощь Сигизмунда Люксембургского, враждовавшего с Ягайлом. Проведя много лет в Венгрии и не получив ожидаемого, в 1398 году пытался склонить Тевтонский орден к союзу против Витовта, однако орден на этот раз предпочёл союз с действующим князем. Согласно Августу фон Коцебу, командор Редена ответил Свидригайлу, что у Ордена с Витовтом объявлен мир, и хотя он ещё не вступил в силу, не желая его нарушить, крестоносцы не могут вести переговоры со Свидригайло.
Предварительный договор между Витовтом и великим магистром Конрадом фон Юнгингеном, по которому обе стороны обязались не вступать в союзы друг против друга (а значит, орден отказывался и от поддержки претензий князя Свидригайлы на великокняжий стол), был подписан 23 марта 1398 года в Гродно; окончательно он был оформлен на острове Салине (в месте впадения Невежиса в Неман) в октябре 1398 года. Салинский договор известен среди литовских историков, как показывающий степень власти Витовта в Литве — он пошёл на территориальные уступки без одобрения Ягайлы, теоретически являвшегося верховным правителем ВКЛ.
Согласно договору Жемайтия была передана рыцарям примерно до реки Невежис, устье Невежиса оставалось в руках Витовта. Впервые Орден также получил часть Судовии, почти необитаемой территории к северу и западу от реки Шешупе. Договор определял сферы интересов в Северо-западной Руси: Великий Новгород доставался Витовту, а Псков должен был отойти Ордену. На тот момент и Новгород, и особенно Псков уже полвека как испытывали значимое влияние со стороны ВКЛ. Отказ от Пскова привёл к тому, что уже на следующий год — когда Витовт был подчистую разгромлен в битве с татарами при Ворскле — псковитяне признали над собою власть Великого княжества Московского.
Витовт также пообещал помочь рыцарям построить два новых замка в качестве компенсации за замки, которые он сжёг в 1392 году. Рыцари пообещали помочь Витовту в его кампании против Орды; реальной поддержки Витовт, впрочем, не получил — в следующем, 1399 году в от тевтонцев участвовал только отряд.
Договор также гарантировал свободу торговли. Родной брат Витовта Сигизмунд и другие заложники, удерживаемые рыцарями со времени заключения Ликского договора (1390, во время Гражданская война в ВКЛ 1389—1392 годов), были освобождены.
Орден, в поддержание дружеских отношений с Витовтом, тепло встретил его жену Анну, когда та в 1400 году посещала могилу известной отшельницы Доротеи из Монтау в Мариенвердере, и послал подарки. Однако вскоре уже возникли разногласия, когда Орден потребовал возвращения около 4000 крестьян, бежавших в Литву. Витовт утверждал, что те были свободными людьми, и имели право выбирать, где им жить.
В 1401 году Ягайло и Витовт заключили Виленско-Радомскую унию, по которой после смерти Витовта все его владения в Литве получала Польша. Конечно же, Свидригайло не устраивало такое развитие событий. Будучи приглашён в Вильно, он там, по словам Линденблата, притворившись довольным, прикрепил к документу фальшивую печать, а потом, переодевшись в купеческое платье, сбежал в Пруссию. В 1401 году он вступил в союз с мазовецким князем Земовитом IV.
Крестоносцы также были недовольны сближением Витовта с Ягайло. Витовт, уверившийся в польской поддержке, в нарушение Салинского договора поддержал восстание жемайтов, захвативших и сжегших два недавно построенных замка. Осенью 1401 года рыцари совершили набег на Каунас и Гродно; в мае 1402 года жемайты сожгли Клайпеду. Витовт присоединился к конфликту в 1402 году, напав на замок Готтесвердер близ Каунаса.
Свидригайло сразу же вступил в войну на стороне тевтонских рыцарей, поскольку претендовал на трон Великого княжества Литовского. Уже в январе 1402 года Свидригайло был в Торуни, а 2 марта заключил с орденом договор, почти идентичный Салинскому договору Витовта с крестоносцами. Орден признавал Свидригайло претендентом на литовский престол, а тот пообещал крестоносцам, помимо Жемайтии и Полоцкую землю.
В январе 1402 года крестоносцы начали войну, разорили окрестности Гродно, в июле 1402 года почти сорокатысячная армия под командованием великого комтура Гельфенштейна вторглась в литовские земли и подошла к Вильно. Вместе с немецкими рыцарями был и Свидригайло. Он рассчитывал на своих тайных сторонников в литовской столице. Но Витовт, руководивший обороной Вильны, их выявил и казнил. Спалив Медники и Ошмяны, крестоносцы через Пярлам и Исрутис вернулись домой. Литовцы и поляки также разоряли орденские земли.
После возвращения из похода Свидригайло получил во владение от великого магистра пограничный замок Бислак (Beeslak) около Растенбурга, где он смог принимать своих приверженцев. В июне 1403 года Витовт пообещал Ягайло, что Литва не заключит мир отдельно от Польши. Об этом он заявил на переговорах в сентябре 1403 года. В свою очередь магистр Конрад фон Юнгинген отклонил требование отослать Свидригайло. Но 2 сентября 1403 года папа римский Бонифаций IX своей буллой запретил крестовый поход. Заключение мира стало вопросом времени. Мир был подписан в мае 1404 года.
Лишившись поддержки Тевтонского ордена, Свидригайло покинул Пруссию и возвратился на свою родину, где вновь примирился с Ягайлом и Витовтом. Он вынужден был принести вассальную присягу на верность братьям, а сам взамен получил от них в наследственное владение обширное удельное княжество (Чернигово-Северскую землю вместе с городами Чернигов, Новгород-Северский, Трубчевск, Стародуб и Брянск). Большая российская энциклопедия датирует возвращение и получение «Брянского княжества» 1403 годом. Ф. Шабульдо и Н. Молчановский считали, что Северскую землю Свидригайло получил в одно время с Подольем в 1399/1400 году. Коцебу писал, что Брянск, Стародуб и Северскую землю Свидригайло получил после того, как у него отобрали Подолье, и он вернулся из ордена (то есть в 1403/1404 году).
В 1404 году Свидригайло принимал участие в походе Витовта на Смоленск. А также принимал участие в русско-литовской войне 1406—1408 годов. В 1406 году по словам А. Барбашёва Свидригайло ходил на московского князя, но позже поменял сторону.
Свидригайло, получив от братьев, обширное удельное княжество, по-прежнему не отказался от претензий на литовский великокняжеский престол. Он продолжал поддерживать сношения с тевтонскими и ливонскими рыцарями-крестоносцами; но в отличие от Витовта (открыто заключившего в сентябре 1404 года Ковенский договор, а в 1405 году торговый договор с Ригой), он это делал тайно.
Центализаторская и религиозная политика Витовта вызвала сильное сопротивление духовенства и знати. Витовт добился от митрополита Киевского и всея Руси Киприана, который в 1404—1405 годах был в Литве и присутствовал при встрече Ягайло и Витовта в Милолюбе, лишения сана и заточения в 1405 году в Московский Симонов монастырь известного ревнителя православия Антония, епископа Туровского — ему было предъявлено обвинение в сношениях с татарами и призывах к Шадибеку напасть на Великое княжество Литовское. Ряд представителей литовской знати «отъехал в Москву».
В июле 1408 года Свидригайло вместе с группой князей и бояр отъехал из Брянска в Москву к Василию I Дмитриевичу. По словам М. Грушевского, отъезд был вызван тем, что Свидригайло вёл промосковскую агитацию, и Витовт его планировал арестовать. По словам Н. Молчановского, Витовт считал, что в этом деле кроме Москвы могли быть замешаны и крестоносцы. Пытаясь арестовать Свидригайло, Витовт мог решить несколько проблем, но не сумел. Перед отъездом Свидригайло сжёг замки в Брянске и Стародубе, а Новгород-Северский передал московскому князю.
26 июля 1408 года Свидригайло въехал в Москву. По словам Воскресенской летописи, его сопровождали православный «владыка дьбрянский» Исакий, братья князья Патрикей и Александр Фёдоровичи Звенигородские, князь Фёдор Александрович Путивльский, князь Семён Иванович Перемышльский, князь Михаил Иванович Хотетовский, князь «Урустай Менский» со своими дружинами, а также черниговские, брянские, стародубские, любутские и рославские бояре. А. Коцебу, ссылаясь на письмо от 10 марта, полученное гроссмейстером тевтонского ордена от обер-маршала, писал, что Свидригайло сообщал главе ордена о том, что планирует с «русским митрополитом» отправится в Россию. Но планирует пробыть там не дольше, чем дела примут иной оборот. Свидригайло рассчитывал при поддержке Москвы свергнуть Витовта и захватить литовский великокняжеский престол.
Дав Свидригайло в кормление ряд городов (Владимир, Переяславль-Залесский, Юрьев-Польский, Волок Ламский и Ржев, а также половину Коломны), ободрённый его приездом московский князь Василий Дмитриевич возобновил военные действия против Витовта. Вклад Свидригайло в эту войну исследователи оценивают по-разному. По словам А. Коцебу, он доверил Свидригайло командование войсками.
По словам Э. Гудавичюса, Витовт, получив помощь от ордена (1800 всадников) и Польши, выступил навстречу войскам Василия.
Вскоре великий князь литовский и великий князь московский вступили в мирные переговоры. 14 сентября 1408 года между Василием Дмитриевичем и Витовтом был заключён договор о так называемом вечном мире. По нему Василий брал обязательство выслать Свидригайло из своих владений.
В декабре 1408 года татарское войско под командованием мурзы Едигея совершило поход на московские земли. Свидригайло, разорив московский город Серпухов, присоединился к Едигею и «отъехал в Орду».
В 1409 году Свидригайло вернулся в ВКЛ. Но он не собирался отказываться от своих давних претензий на литовский великокняжеский престол и не прекращал вести тайные переговоры со всеми врагами двоюродного брата. Находясь в Великом княжестве Литовском, вёл переговоры с крестоносцами о возможном свержении Витовта.

## Восточная политика

### Смоленские земли
Ещё в 1386 году, сразу после битвы на реке Вехре, сын погибшего смоленского князя Святослава Ивановича Юрий, женатый на дочери Олега Ивановича Рязанского и Евпраксии Ольгердовны, занял смоленский престол, присягнув Ягайле — сохранилась грамота князя Юрия Святославовича о союзе на подчинённых условиях с Владиславом (Ягайлом), «королём польским, литовским и русским, иных земль господарем», а также «с братом с его князем великим Скиригайлом» (1386 г.).
В 1392 году — в том же самом году, когда Витовт по Островскому соглашению с Ягайло стал великим князем литовским — в результате недовольства смолян Юрий Святославич был изгнан, и на престол сел освободившийся из литовского плена его старший брат, Глеб Святославич. Юрий же уехал в Рязань к своему тестю, с помощью которого на протяжении многих лет затем пытался вернуть смоленский престол; столкновения происходили на литовской и рязанской территории (1393—1401).
В 1395 году Витовт захватил Смоленск, пленил Глеба и посадил наместником брянского князя Романа Михайловича, а чуть позднее присоединил к Литве город Любутск на Оке. В то же время рязанский князь Олег Иванович, поддерживая своего зятя Юрия Святославича, ответил походом в Литву, а Витовт, в свою очередь, атаковал Рязанскую землю. Когда же Олег Рязанский ходил во второй раз на Литву, то Василий Дмитриевич Московский даже упрекнул рязанского князя за это, указывая на мир между Литвой и Русью. В 1397 году Витовт вновь, ответно, напал на Рязанское княжество и разорил его в отсутствие Олега Рязанского — Василий I пропустил Витовта обратно без возражений, и даже встретился с ним чинно в Коломне.
Разгром Витовта ордынским войском в битве на Ворскле позволил Олегу отвоевать Смоленск в 1401 году. Витовт в том же году осадил Смоленск, но простояв под городом четыре недели, отступил ни с чем. Но смерть Олега в 1402 году лишила смоленского князя Юрия Святославича важного союзника. В 1404 году Витовту удалось вернуть Смоленск с помощью польских войск, но недовольный сближением Витовта с Польшей Свидригайло Ольгердович отъехал на московскую службу и получил от Василия Дмитриевича несколько городов в кормление (после похода Едигея на Москву вернулся в Литву).

### Отношения с Великим княжеством Тверским
Младшая сестра Витовта Мария (Микловса) Кейстутовна ещё в период с 1374 по 1377 год была выдана замуж за князя Ивана Михайловича Тверского, брак был направлен на укрепление союза Великого княжества Литовского с Тверским княжеством. В 1400 году Иван Михайлович получил великокняжеский ярлык на Тверское княжение от хана Шадибека.
В 1406 году тверские войска совместно с войсками Василия I выдвигались в поход на Литву — однако битва не состоялась, мир подписали без кровопролития; Иван Тверской был раздосадован тем, что мирные переговоры проходили без его участия, что и высказал в гневном письме Василию I.
В 1412 году Иван Михайлович Тверской заключил союз с Витовтом — «чтобы быть им всюду за один», и в 1422 году оказывал ему военную помощь в борьбе против Тевтонского ордена.
В 1425 году на Руси вновь началась эпидемия морового поветрия, и в этот раз более всего пострадал тверской великокняжеский дом — за один год умерли сразу три великих князя подряд: Иван Михайлович, Александр Иванович и Юрий Александрович. Новым правителем Твери стал внук Ивана Михайловича Борис Александрович, который уже прямо пошёл на службу к Витовту, при этом оставив себя властителем над тверскими князьями — своими подручными.

### Отношения с Великим княжеством Московским
Святитель Киприан в 1387 году обручил дочь Витовта Софью с Василием Дмитриевичем. После смерти в 1389 году Дмитрия Донского Василий стал великим князем Московским. В 1390 году по благословению Киприана (на тот момент уже официально митрополита Киевского и всея Руси) и по совету своей матери он послал в Литву троих бояр за невестой. В Москву Софья прибыла по одним данным 1 декабря, по другим — 30 декабря, и была встречена с большим почётом: Киприан и духовенство вышли за стены города и приветствовали её со святыми крестами в руках. Софью привезли в Москву и 9 января 1391 года (1390 по старому стилю) митрополит Киприан в соборной церкви обвенчал её с Василием Дмитриевичем.
Благодаря этому браку и, возможно, в значительной мере под влиянием Софьи между Витовтом и Василием Московским завязались дружественные отношения. Василий и Софья неоднократно ездили гостить к нему в Литву.
Известно, что в 1393 году они приезжали в Смоленск к Витовту «на повиданье». Весной 1396 года, за две недели до Пасхи, Василий Дмитриевич снова прибыл к тестю в Смоленск вместе с митрополитом Киприаном, был встречен Витовтом очень радушно и праздновал там Пасху. Осенью того же года сам Витовт после рязанского похода навестил зятя в Коломне и пробыл там несколько дней. В 1398 или 1399 году к родителям в Смоленск ездила с детьми Софья, пробыла там две недели и уехала, получив богатые подарки. В 1414 году знаменитый путешественник того времени Жильбер де Ланнуа посетил Витовта в одном из замков на Немане и встретил там Софью, которая гостила у родителей вместе с дочерью Анной. Княгиня снова ездила в Смоленск со своим сыном Василием в 1423-м, и уже после смерти мужа, в 1427 году.
Новгород и Псков (особенно последний — по отложении его от Новгорода в 1348 году) уже более полувека испытывали ощутимое влияние ВКЛ. Витовт, продолжая литовскую политику, также вмешивался в дела этих республик. Заключённый им с Тевтонским орденом в 1398 году Салинский договор определял и сферы влияния в Северо-западной Руси: Новгород доставался Витовту, а Псков должен был отойти Ордену. Отказ от Псковщины привёл к тому, что уже на следующий год — когда Витовт был подчистую разгромлен в битве с татарами при Ворскле — псковитяне признали над собою власть Великого княжества Московского, и сын Андрея Ольгердовича, литовский князь Иван, выехал в ВКЛ.

Вскоре после поражения при Ворскле у Витовта с Орденом возникли разногласия; всё подталкивало Великого князя к кардинальному повороту политического курса: вместо укрепления своей независимости переориентироваться на сближение с Ягайло, и соответственно, конфронтацию с Орденом. В 1401 году Ягайло и Витовт заключили Виленско-Радомскую унию, по которой после смерти Витовта все его владения в Литве получала Польша.

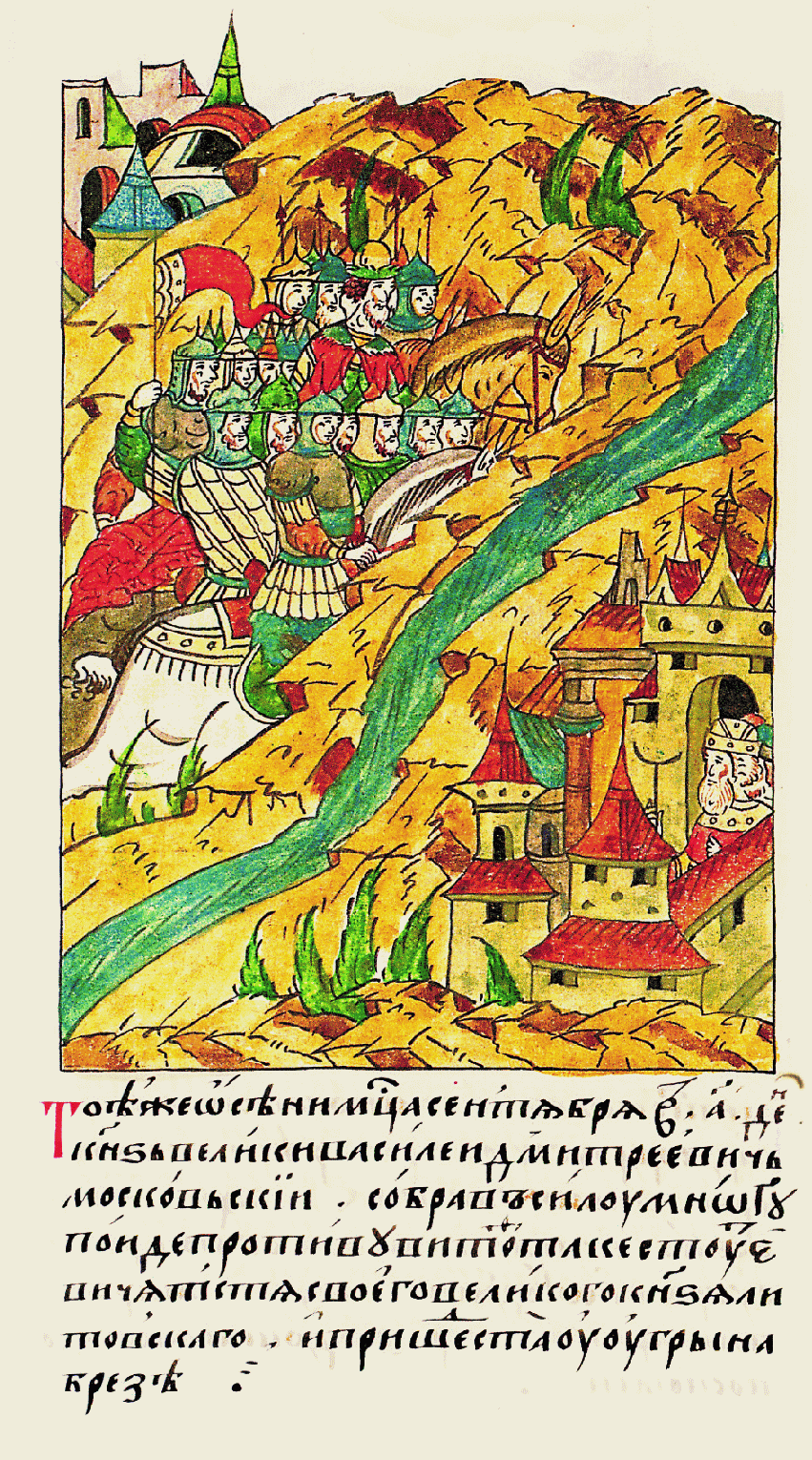
Русско-литовская война 1406—1408 годов. Стояние на Угре

После этого Псковская земля вновь становится объектом литовской экспансии. В 1405 году Витовт начал военные действия против Пскова, захватив вскоре Коложе. Псковитяне, лавируя в своей внешней политике между Литвой и Москвой, обратились за помощью к великому князю московскому Василию I — который, впрочем, сразу помощи не оказал.
Только в следующем году Москва объявила войну Литве «псковские ради обиды». В ходе литовско-московской войны 1406—1408 годов Витовт трижды вторгался в пределы Московского княжества. По Угорскому договору, которым в итоге завершилась эта почти бескровная война, владения княжества Литовского при Витовте на востоке достигали верховьев Оки и Можайска.
В 1426 году провалился крупный поход Витовта в Псковскую землю.
Скончавшийся в 1425 году Василий I Дмитриевич своим завещанием (от 1423 года) отдавал жену и сыновей под защиту Витовта, и в 1427 Софья официально передала Московское княжество под руку Витовта.
В то же время, в 1427 году, на службу Литве поступил великий князь рязанский Иван Фёдорович, а затем, в 1428 году, и князь пронский Иван Владимирович сблизился с великим князем литовским, которому «добил челом — дался ему на службу». Самым крайним восточным владением Витовта была Тульская земля, которая в 1430—1434 годы передавалась ему по договору с рязанским князем Иваном Фёдоровичем.
Однако со смертью Витовта в 1430 году власть Литвы ослабла — в ВКЛ началась междоусобица. Не миновала эта участь и Русь: здесь завязалась так называемая Феодальная война, то есть борьба князей московского княжеского дома между собой за власть.

## Битва на Ворскле
В конце XIV века обширное государство Золотая Орда как государственно-политическое объединение кочевников и оседлых народов на территории современной России, Казахстана, Украины, части Узбекистана (Хорезм), закавказских государств (при Джанибеке был присоединён Азербайджан) переживало жесточайший кризис. Лучшие воины Орды лежали на полях битв на Кундурче и Тереке, где хан Тохтамыш потерпел поражения от войск Тимура (Тамерлана). Тимур разрушил основные города Орды, её экономика была в клочьях, людские ресурсы оскудели в результате войны и последовавшего за ней голода. Фактическая власть Орды была подорвана не только в русских землях, но и в исконных улусах кочевников.
Витовт отнял у татар Южную Подолию и расширил свои владения на юге до Чёрного моря. За время его правления в Причерноморье появляются такие города и крепости: Дашев (Очаков), Соколец (Вознесенск), Балаклы (на Буге), Краравул (Рашков), Хаджибей (на месте современной Одессы).
Сохранившийся ярлык показывает, что Тохтамыш обращался к Ягайло в 1393 году. В 1396 году, потерпев очередное поражение — от ставленника Тамерлана Койричака, занявшего традиционную столицу Золотой Орды Сарай, — Тохтамыш бежал в Великое княжество Литовское, и попросил Витовта о помощи в возвращении Орды в обмен на отказ от своего сюзеренитета над землями Северо-Восточной Руси в пользу ВКЛ.
Правивший на востоке в Хаджи-Тархане и Сарайчике Тимур Кутлуг с поддержкой могущественного эмира Тамерлана Едигея в 1396 или 1397 году изгнал ставленника Тамерлана Койричука и захватил Сарай.
В то же время Тохтамыш, перегруппировавшись в Литве, вторгся в свои бывшие владения. В 1397 году он осадил в Крыму Каффу, столицу генуэзских владений в Северном Причерноморье, а в следующем, 1398, воспользовавшись отсутствием Едигея, восстановил и владение Сараем, тут же раструбив через своих посланников о своём полном успехе. Однако уже в том же году он был разбит Тимуром Кутлуком и Эдигеем, и снова бежал в Литву. Тимур Кутлук с Эдигеем, в свою очередь осадив Каффу и добившись там покорности, восстановили свой контроль над юго-западом Орды.
Сразу после ухода Тамерлана Витовт уже совершал походы на территорию разорённой Орды — успешные, но не принесшие великому князю политических выгод. Литовская армия сначала перешла Дон и нанесла поражение татарам вблизи Волги, взяв тысячи пленных. В 1397 году Витовт достиг Черного моря и Крыма, где снова одержал победу над татарами, враждебными Тохтамышу, (взял Херсонес и дошёл до Каффы), и без особого сопротивления взял несколько тысяч пленных. Половину этих пленников поселили близ Тракая, предоставив право исповедовать свою веру (общины их потомков, липков и караимов, сохранились до наших дней). В следующем, 1398 году, его армия, пройдя по Днепру, напала на северный Крым, и на восток дошла до реки Дон. Чтобы укрепить свои позиции, Витовт построил замок в устье Днепра.
Развитие событий в Орде шло на руку амбициям Витовта стать правителем всех русских земель. С этой целью он в октябре 1398 года заключил с Тевтонским орденом Салинский договор, по которому уступал крестоносцам западную часть Жемайтии. Значимой помощи от них Витовт, однако, не получил — в состоявшемся через полгода ключевом походе против Тимура Кутлуга от крестоносцев участвовал отряд численностью не более двух тысяч.
В лице Тохтамыша Витовт видел инструмент своей экспансионистской политики, посредством которого, возможно, планировал хотел подчинить Золотую Орду своему политическому влиянию. В Никоновской летописи содержатся литературно обработанные слова Витовта, ярко характеризующие планы литовской стороны:
Пойдем пленити землю Татарьскую, победим царя Темирь Кутлуя, возьмем царство его и разделим богатство и имение его, и посадим в Орде на царстве его царя Тахтамыша, и на Кафе, и на Озове, и на Крыму и на Азтара-кани, и на Заяицкой Орде, и на всем Приморий, и на Казани, и то будет все наше и царь наш.
Как бы то ни было, Витовт поселил Тохтамыша и его последователей близ Вильно и Тракая (хотя многие из них покинули его, отправившись на Балканы, чтобы поступить на службу к османскому султану Баязиду I). Тохтамыш и Витовт подписали договор, в котором Тохтамыш подтвердил, что Витовт является законным правителем русских земель, которые когда-то были частью Золотой Орды, а теперь принадлежат Литве, и пообещал ему дань с русских княжеств в обмен на военную помощь для возвращения его трона. Возможно, в договоре все ещё оговаривалось, что Витовт будет платить дань с этих русских земель, как только хан вернет себе трон.

Когда Тимур Кутлук потребовал от литовского великого князя Витовта выдачи Тохтамыша, то получил грозный отказ: «Я не выдам царя Тохтамыша, но желаю лично встретиться с царем Темир-Кутлу». Вдохновленный своими предшествовавшими успехами, Витовт объявил «Крестовый поход против татар», и в мае 1399 года получил благословение от Бонифация IX. Папское благословение на крестовый поход было важным политическим достижением как для Литвы (страны, обращенной в христианство только век назад, и самой недавно бывшей предметом столетнего крестового похода), так и для самого Витовта, стремившегося выйти из польской зависимости и получить королевскую корону — поскольку значительно повышало его авторитет и политический вес.

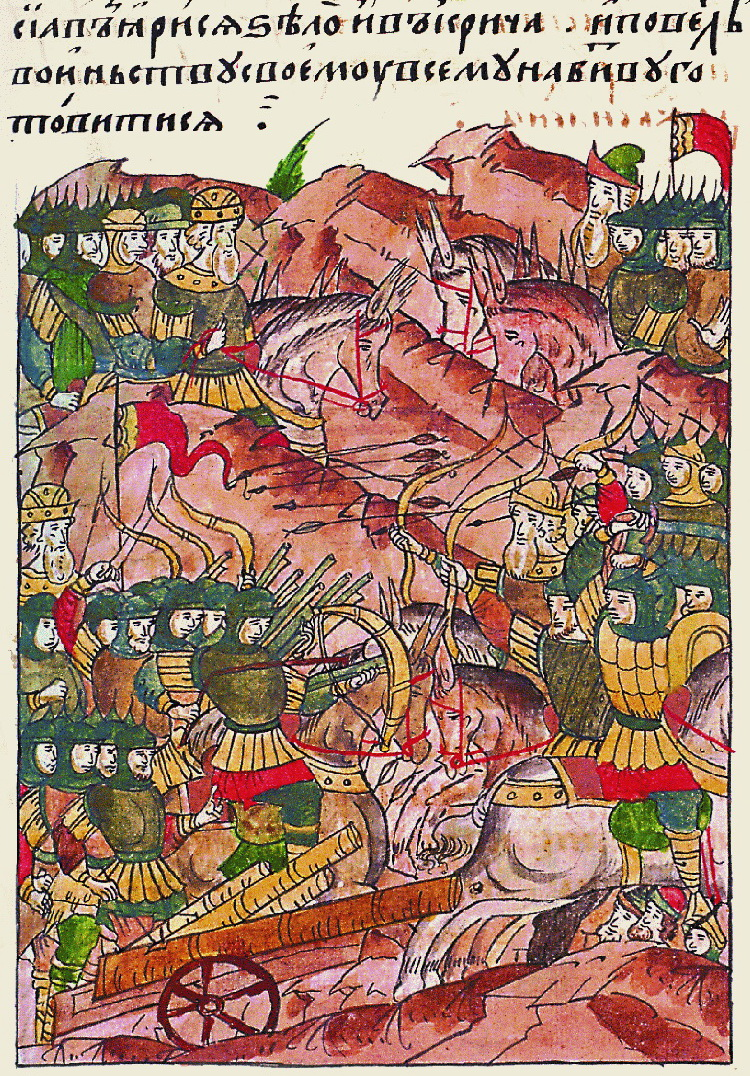
Битва на Ворскле. Миниатюра XVI в. из Лицевого летописного свода.

Собрав весной 1399 года войска, Витовт выступил в поход против Тимур Кутлуга. Насчитывающие около 38 тыс. союзные войска из воинов Великого княжества Литовского, польско-русского отряда подольских рыцарей воеводы краковского и наместника Подолии Спытко из Мельштына, с пятнадцатью орудиями, крестоносцев, рыцарей Молдавского господаря (польского ленника) Штефана I Мушата, а также татар бежавшего в Литву хана Тохтамыша, собрались в районе Житомира. Эта армия двинулась на восток и переправилась через Днепр под Киевом.
Далее, двигаясь вниз по реке, она отошла немного на восток и 9 августа остановилась у реки Ворскла, сгруппировавшись в 7 укрепленных лагерей. Это было не самое лучшее место, ибо за спиной у армии был Днепр, и в случае поражения ей грозил погром во время отступления — что в итоге и случилось.
В последовавшем сражении возглавленное Витовтом объединённое войско потерпело сокрушительное поражение от войск хана Тимура Кутлуга и темника Едигея. Войско Витовта форсировало реку и обрушилось на войска Тимура Кутлуга, но в это время войска Едигея обошли его с флангов, прижав к реке и почти полностью уничтожив. Сам Витовт был ранен и едва не утонул.
В благодарность за спасение великий князь заложил в Ковно костёл Вознесения Пресвятой Девы Марии, известный ныне как костёл Витовта. Помимо этого храма, князем основаны костёлы Благовещения Пресвятой Деве Марии и Святого Бенедикта в Старых Троках, костёл Пресвятой Девы Марии в Новых Троках, другие храмы и монастыри. Церковная политика Витовта преследовала цель развеять распространённые в Западной Европе представления о литовцах как язычниках и пресечь агрессию немецких рыцарей.
Поражение на Ворскле ослабило позиции Витовта. Ему пришлось отказаться от амбициозных планов на востоке. Было вновь потеряно Смоленское княжество. По требованию Польши в 1401 году были заключены Виленско-Радомские договоры, которыми был закреплён предусмотренный Кревским актом сюзеренитет Польши в отношении Литвы. Витовт и его подданные были вынуждены принести письменное обещание о верности Польше; он был признан великим князем литовским, но только пожизненно: переданные ему во владение земли после смерти должны были отойти к Ягайле и Королевству Польскому. Однако государственный суверенитет Великого княжества Литовского сохранялся, и Витовту и его магнатам удалось отстоять право не платить Польше дань, на чём настаивали поляки.

## Великая война и Грюнвальдская битва

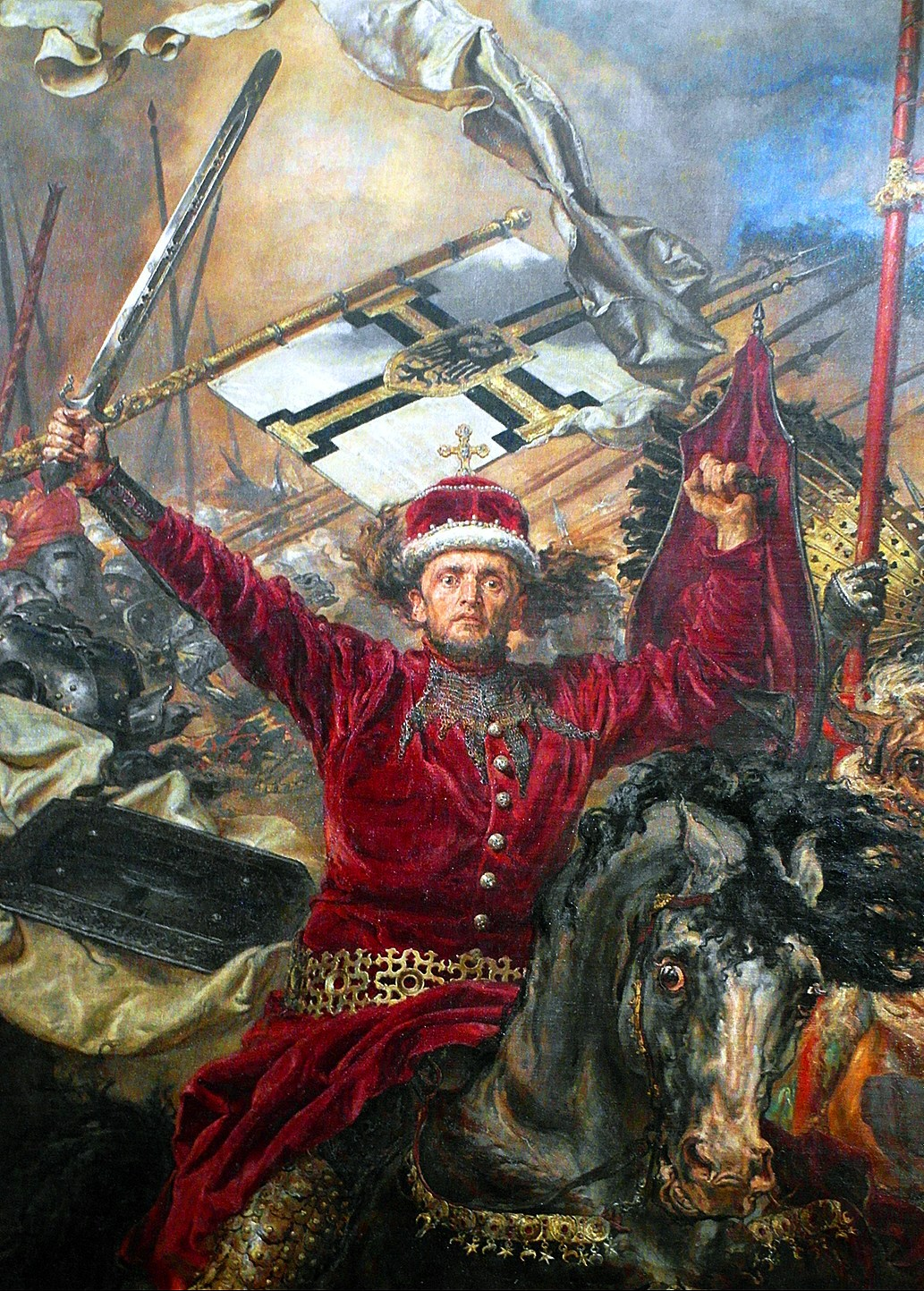
Ян Матейко. «Грюнвальдская битва», 1878. Фрагмент картины, изображающий Витовта

Витовт и Ягайло были организаторами разгрома немецких рыцарей под командованием магистра тевтонского ордена Ульриха фон Юнгингена в Грюнвальдской битве 1410 года. Роль Витовта, назначенного Ягайло главнокомандующим, в этой знаменитой битве велика, несмотря на то, что ход сражения и оценка действий участников продолжают вызывать споры.
Битва под Грюнвальдом положила конец гегемонии ордена и изменила геополитическое положение Великого княжества Литовского. Орден по Торуньскому договору уступал Витовту Жемайтию (в пожизненное владение), то есть северо-западную часть территории современной Литвы, захваченную Тевтонским орденом (1398). Из-за Жемайтии Литва ещё дважды вступала в вооружённые конфликты с Тевтонским орденом (в 1414 и в 1422), пока немцы окончательно не отказались от Жемайтии в Мельнском мирном договоре (1422).

## Дальнейшие отношения с Золотой Ордой
Вслед за Тохтамышем Витовт предоставил убежище и его сыновьям, прежде всего Джелал ад-Дину, поселившемуся в Троках и участвовавшему со своим отрядом в Грюнвальдской битве. Позже Джелал ад-Дин стал ханом Золотой Орды (1412), пока не был убит своим братом Керим-берды. Сменивший его брат Кепек был также сторонником Витовта.
В 1422 году Витовт предоставил убежище хану Золотой Орды Мухаммеду, разгромленному Бораком. В 1424 году войска великого князя нанесли решающее поражение претенденту на трон Золотой Орды Худайдату, совершившему набег на Одоевское княжество. В конце того же года Витовт поддержал Мухаммеда, который выступив из Литвы, овладел сначала Крымом, а в 1426 году и Сараем.
Считается, что распространение татар в Литовском государстве — также заслуга Витовта. В татарских исторических хрониках, которые именуют Витовта Ватадом, есть указания на то, что татары расселялись в Литве, современных Минской и Киевской областях — это были и военнопленные, и те из татар, кто просто искал убежища в спокойном Великом княжестве Литовском. Впоследствии татарские общины заметно развились — они стали теми литовскими татарами, которых сейчас называют «липками».

## Съезд в Луцке
Съезд, состоявшийся в Луцке с 9 по 29 января 1429 года, при участии короля Германии (Римского короля) и будущего императора Священной Римской империи Сигизмунда, Витовта, Ягайло, легата папы римского, князей рязанских, одоевских, новгородских, псковских, а также посланников великих князей московского и тверского, Тевтонского ордена, Золотой Орды, Княжества молдавского, датского короля, византийского императора, показал возросшую роль Великого княжества Литовского. Во время съезда Сигизмунд поднял вопрос о коронации Витовта. Ягайло согласился с коронацией, но польская знать вынудила его отозвать согласие. Тем не менее, подготовка коронации шла в обход Польши.
Намеченная на Рождество Пресвятой Девы Марии (8 сентября 1430 года) церемония не состоялась, так как поляки не пропустили делегацию от Сигизмунда, которая везла изготовленные в Нюрнберге короны Витовта и его жены Ульяны. В октябре в Вильне Ягайло, по-видимому, предлагал компромисс, допускавший коронацию, с тем, чтобы после его смерти корона короля литовского отходила бы к одному из сыновей Ягайлы. Последние письма Витовта свидетельствуют о том, что он соглашался на такое решение. Однако его стремление короноваться королём и обеспечить суверенитет державе не осуществилось. Существует версия, что корону перехватили польские шляхтичи.
Витовт внезапно умер 27 октября 1430 года в Троках в возрасте около 80 лет. Его место захоронения неизвестно, что стало основой для народной легенды: Витовт вернётся в случае опасности, грозящей Литве. Согласно Хронике Быховца, Витовт был похоронен в кафедральном соборе Святого Станислава в Вильно. Сыновей у него не было, и титул великого князя литовского унаследовал Свидригайло Ольгердович, младший брат Ягайло, долгое время соперничавший с Ягайло за этот титул.

## Дети
По источникам из детей князя Витовта доподлинно известна только одна дочь Софья (1375—1453), которая в 1390 году отправилась в Москву и была выдана замуж за московского князя Василия Дмитриевича. Некоторые исследователи писали, что у Витовта было два сына Иван и Юрий, которые в 1384 или 1392 году в Кролевце были отравлены тевтонскими рыцарями. Но в письменных источниках информация об этом отсутствует. Сам Витовт в записи за 1384 год вспоминает только о своей дочке и брате Сигизмунде. Также на соборе в Констанце литовский князь не предъявлял претензии к Тевтонскому ордену за убитых сыновей.

## Наследие

### Монеты Витовта

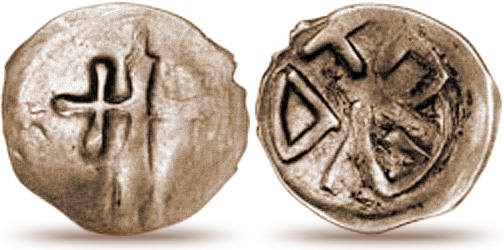
Денарий (пеняз) с копьём и легендой по кругу «ПЕЧАТ». Витовт, 1392—1396.

Небольшие по размерам монетки Витовта (пенязь типа «Колюмны» — наконечник стрелы с крестом) чеканились приблизительно до 1401 г. на монетных дворах в Луцке и Вильно.
После того, как Витовт получил титул Великого князя, появились пенязи (денарии) с гербом Колюмны и государственным гербом «Погоней».

### Пояс Витовта
В 1994 году возле деревни Литва Молодечненского района был найден клад, в котором среди монет находились серебряные позолоченные поясные бляхи, пряжки и наконечники. По мнению некоторых белорусских историков, этот пояс принадлежал великому князю Витовту, получившему его в качестве подарка от крымского хана Хаджи-Гирея.
Благодаря материалам, которые хранятся в Эрмитаже и в Национальном историческом музее Беларуси, установлено место изготовления пояса — город Кафа (нынешняя Феодосия) в Крыму. Некоторые элементы пояса имеют генуэзское и восточно-крымское происхождение. На пластинах пояса изображены фантастические птицы, животные, змеи и драконы.
В 2006 году благодаря усилиям доктора исторических наук профессора Валентина Рябцевича «пояс Витовта» был передан в Национальный исторический музей Беларуси.

## Память
В честь великого князя Витовта названо множество объектов в Литве, Беларуси и Польше.

### Памятники
- Памятники великому князю установлены в Каунасе, Кярнаве, Вильнюсе, Старом Тракае, Бирштонасе, Бятигале[лит.], Пярлое[лит.], Вялюоне[лит.] и многих других городах (см. Памятники Витовту[лит.] Литвы (лит.)), а также в Гродно (из цельного дуба). Скульптурное изображение князя Витовта также является частью монументов «Тысячелетие Бреста» и «Тысячелетие России»[89], памятника «Грюнвальд»[пол.] в Кракове[90].

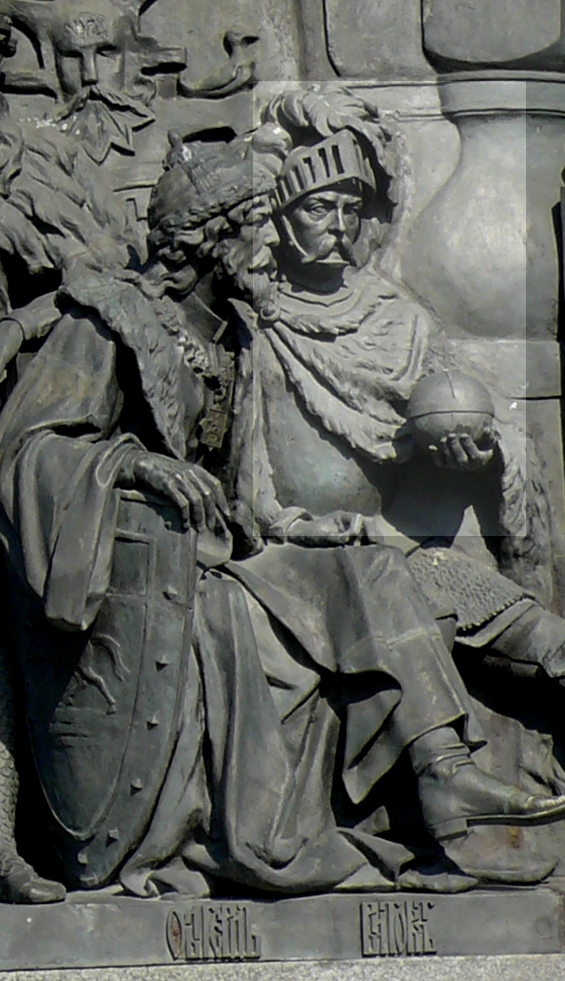
Памятник «Тысячелетие России» в Великом Новгороде, 1862
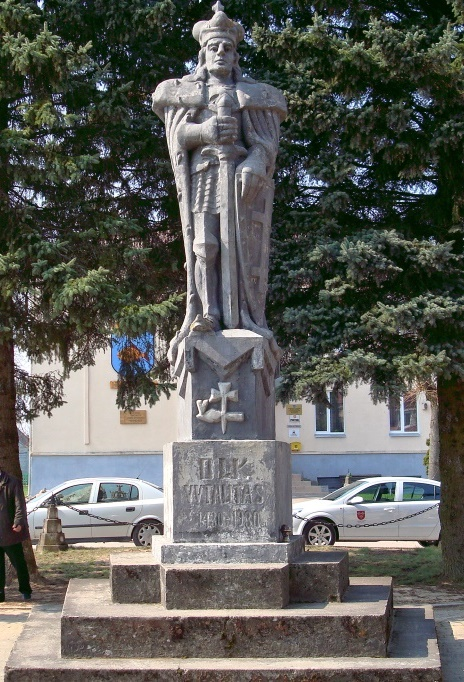
Памятник в Вялюоне, Литва, 1930
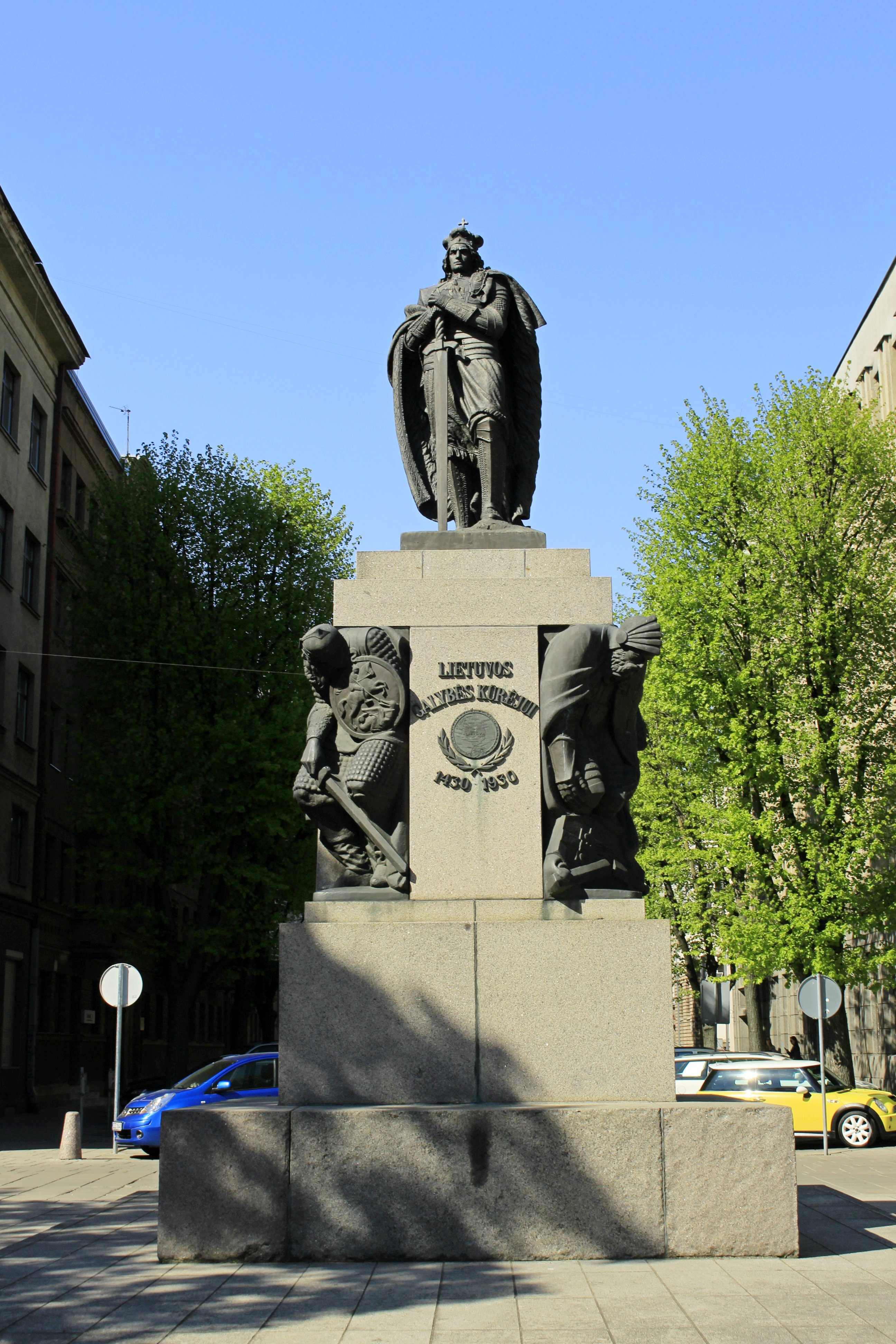
Памятник в Каунасе
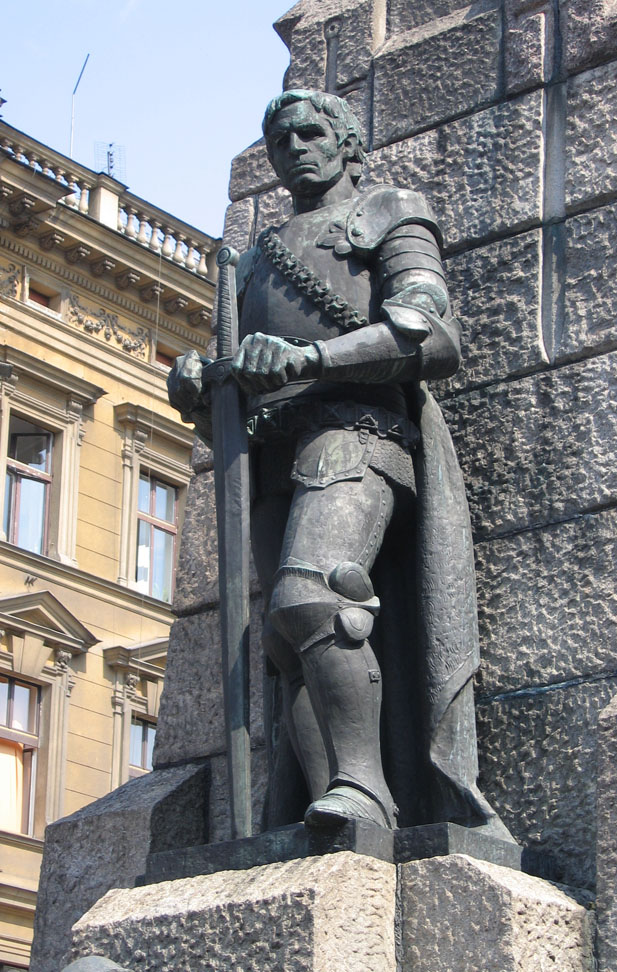
Памятник «Грюнвальд» в Кракове (1910, восстановлен в 1976)

- Один из последних по времени памятников установлен 23 сентября 2010 года в д. Пелеса Вороновского района Гродненской области Белоруссии. Автор — литовский скульптор Альгимантас Сакалускас. Скульптура высотой более 6 метров из особой породы дуба.

### Топонимы
Память про великого князя Витовта устойчиво закрепилась в топонимике Великого княжества Литовского XVI—XVIII веков.
- Витовка (поле в Березинском районе, а также историческая часть украинского города Николаева, где в 1399 году Витовт основал пограничную крепость)
- Витутов (Николаевская область)
- Витовтов Колодец (Борисовский район)
- Витовтовы Вилки (камень на берегу реки Ушачи)
- Витовтовы Тарелки (камень с шестью отшлифоваными углублениями в Полоцком районе)
- Витовтов Брод (Бобруйский район)
- Витовтов Дуб и Витовтов Лог (Бешенковичский район)
- Витовтов Мост (Смолевичский район, на реке Цна под Минском и на реке Южный Буг возле Николаева)
- Витовтова Мытница (Берислав)
- Витовтова дорога

### Прочее
- Имя Витовта Великого носит университет в Каунасе.
- Егерский батальон ССО Литвы носит имя «Великого князя Витовта».
- Название «Витовт» носит троллейбус АКСМ-420 производства Белкоммунмаш (2007).
- Минский завод игристых вин выпускал розовое игристое вино «Князь Витовт»[91][92][93].
- 40-я отдельная артиллерийская бригада Вооружённых сил Украины носит имя князя Витовта. На эмблемме бригады, помимо пушек выстроенных буквой V, изображён герб Витовта.

## Образ в искусстве

### В живописи
- По заказу литовского правительства Мстиславом Добужинским написан портрет Витовта[94].

### В литературе
- При князе Витовте Великое княжество Литовское достигло пика своего могущества. Поэт-латинист Николай Гусовский в поэме «Песня про зубра» (1523) изображает Витовта легендарным князем «золотого века», образцом правителя[95].

### В театре
- Князю Витовту посвящена одноимённая пьеса Алексея Дударева.
- В 2013 году в Национальном Большом театре оперы и балета Республики Беларусь прошла премьера балета «Витовт» композитора Вячеслава Кузнецова[96].

### В кино
- «Крестоносцы» (1960) — Польша, фильм режиссёра Александра Форда, в роли Витовта — Юзеф Костецкий.

### Компьютерные игры
- Витовт — действующий персонаж в кампаниях «Ольгерд и Кейстут» и «Ядвига» в RTS-стратегии Age of Empires II: Definitive Edition.